# Hasan Salama
Hasan Salama o Hassan Salameh (en árabe: حسن سلامة, Ḥasan Salāmah) (1913–1948) fue un comandante del Santo Ejército palestino (Jaysh al-Yihad al-Muqaddas, en árabe: حسن سلامة‎: جيش الجهاد المقدس) en la Guerra árabe-israelí de 1948 junto con Abd al-Qadir al-Husayni.

## Biografía

### Palestina
Nació en el pueblo Qula en 1913 durante el mandato del Imperio otomano sobre Palestina. Fue uno de los líderes de los grupos armados árabes que combatieron contra los británicos y la comunidad judía, conocida como el Yishuv, en el Mandato británico de Palestina. Partícipe de las violentas manifestaciones de Jaffa durante los disturbios de Palestina de 1933, y se convirtió en dirigente de la Revuelta Árabe de Palestina de 1936-1939.
A principio de la revuelta a inicios de mayo de 1936 estuvo asignado para mandar el territorio Lod - Ramla - Jaffa.[cita requerida]  planeó y dirigió un número de operaciones militares exitosas contra las fuerzas del mandato británico y el Yishuv. Estas operaciones incluían estallar vías de ferrocarriles y postes eléctricos, varias líneas de comunicación, e incendiar los huertos de los Yishuv. En 1938 Salama fue herido cuando hizo volar en pedazos el tren Lod-Haifa.[cita requerida] Luchó bajo el pseudónimo de Abu Ali.

### Reino de Irak
Después de la revuelta árabe en Palestina, Salama viajó al Líbano y a Siria, y se unió al Muftí de Jerusalén Hajj Amin al-Husseini del Reino de Irak. Cuando estuvo en Siria en 1939,  Salameh ofreció sus servicios a los británicos con quienes había estado luchando, pero declinaron su oferta. En Irak, Salama se graduó de la Universidad Militar gracias a la relación especial entre el muftí y el gobierno iraquí.  Salama apoyó a Rashid Ali al-Gaylani, y dirigió un grupo de 165 combatientes palestinos. Participó en el golpe de Rahid Ali de 1941 y, durante la subsiguiente guerra anglo-iraquí.[cita requerida]  Después de que el gobierno pro-eje de Rashid Ali al-Gaylani fuese derrocado por los británicos en 1941 y la subsiguiente reunión entre Adolf Hitler y el Gran Muftí al-Husseini, el Muftí organizó para Salama y otros militantes árabes fuesen llevados a Alemania para su formación militar. Los alemanes entrenaron a Salama para ser paracaidista.

### Segunda Guerra Mundial y Operación Atlas
Salama era miembro de una unidad de comando especial de las Waffen SS en la Operación ATLAS,[cita requerida] el cual era operado en conjunto por la Inteligencia alemana y el Gran Muftí al-Husseini. Por la noche del 6 de octubre de 1944, Salama y otros cuatro comandos (tres Templarios alemanes y Abdul Latif, quien había editado direcciones radiofónicas del Muftí en Berlín) se lanzaron en paracaídas desde el avión alemán Heinkel HeS 3 hacia el Mandato de Palestina sobre la región de Jericó en Wadi Kelt. Su equipamiento, según se dice, incluía explosivos, metralletas, dinamita, equipamiento radiofónico y 5.000 libras esterlinas. Dispusieron de algunas cápsulas de veneno para liquidar a quienes era probable que colaborasen con las Autoridades del Mandato. Uno de los alemanes y Salama eludieron la captura y se refugiaron en Qula, donde un médico trató su pie lesionado. La misión estaba destinada a suministrar a grupos de resistencia árabes palestinos locales recursos y armas, y a dirigir actividades de sabotaje principalmente en objetivos judíos (más que británicos).

### Guerra de Palestina 1947-1948

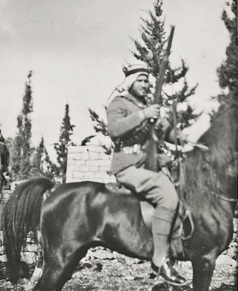
Salama rifle en mano y a caballo durante la rebelión del Mandato de Palestina, 1939.

En 1947 Salameh re-emergió como el segundo al mando del Santo Ejército, una rama del ejército irregular árabe palestino en la Guerra civil del Mandato de Palestina (1947-1948) que estuvo asociado con el Gran Muftí al-Husseini.  Esta ram fue descrita como el  "ejército" personal de Abd al-Qadir al-Husayni.  En la reunión celebrada en Damasco el 5 de febrero de 1948, para organizar las Órdenes de Terreno Palestino, Salama fue enviado al distrito de Lod. Salama comandó las fuerzas en Jaffa, la llanura costera, Ramle y Lod.
Salama fue miembro del Partido Árabe Palestino
Salama fue muerto en acción, en la batalla de Ras al-Ein contra las Fuerzas de Defensa de Israel, el 2 de junio de 1948. Fue el padre de Ali Hassan Salameh, líder de Septiembre Negro y el principal responsable de la masacre de Múnich en las olimpiadas de 1972.